# Polynemus
Polynemus – rodzaj ryb z rodzinywiciakowatych (Polynemidae).

## Klasyfikacja
Gatunki zaliczane do tego rodzaju:
- Polynemus aquilonaris
- Polynemus bidentatus
- Polynemus dubius
- Polynemus hornadayi
- Polynemus kapuasensis
- Polynemus melanochir
- Polynemus multifilis
- Polynemus paradiseus